# Subaru R-2
De Subaru R-2 is een van 1969 tot 1972 geproduceerde dwergauto van het Japanse automerk Subaru.

## Beschrijving
De R-2 was de opvolger van de Subaru 360 met een nieuwe carrosserievorm en meer ruimte voor vier passagiers in het interieur. De luchtgekoelde 2-cilinder EK33-tweetaktmotor was net als bij de 360 achterin geplaatst en dreef de achterwielen aan. In de eerste verkoopmaand werden al 25.000 exemplaren verkocht.
De concurrenten boden ondertussen echter voorin geplaatste motoren, voorwielaandrijving en neerklapbare achterbank voor meer laadruimte. Als reactie op de toenemende populariteit van modellen met voorwielaandrijving, bood Subaru vanaf februari 1970 een achterklep aan en breidde het assortiment uit met een driedeurs stationwagen. In april 1970 werd de Subaru R-2 SS geïntroduceerd met een 36 pk dubbele carburateur, die later de Subaru R-2 GSS werd genoemd.
Begin jaren 70 nam de Japanse regering wetgeving aan om de uitstoot van luchtgekoelde motoren te verminderen. Subaru presenteerde vervolgens in oktober 1971 de watergekoelde tweetaktmotor EK34, die optioneel leverbaar werd voor de R-2. Tegelijkertijd werd het front herzien in de stijl van de nieuwe Subaru Leone.
Inmiddels was de R-2 echter in veel opzichten technisch achterhaald en presenteerde Subaru in juli 1972 de Subaru Rex als opvolger. Tegelijkertijd werd de R-2 tot eind 1972 geproduceerd. Er werden in totaal 289.555 exemplaren geproduceerd.
Subaru pakte de naam in 2003 weer op met de Subaru R2.

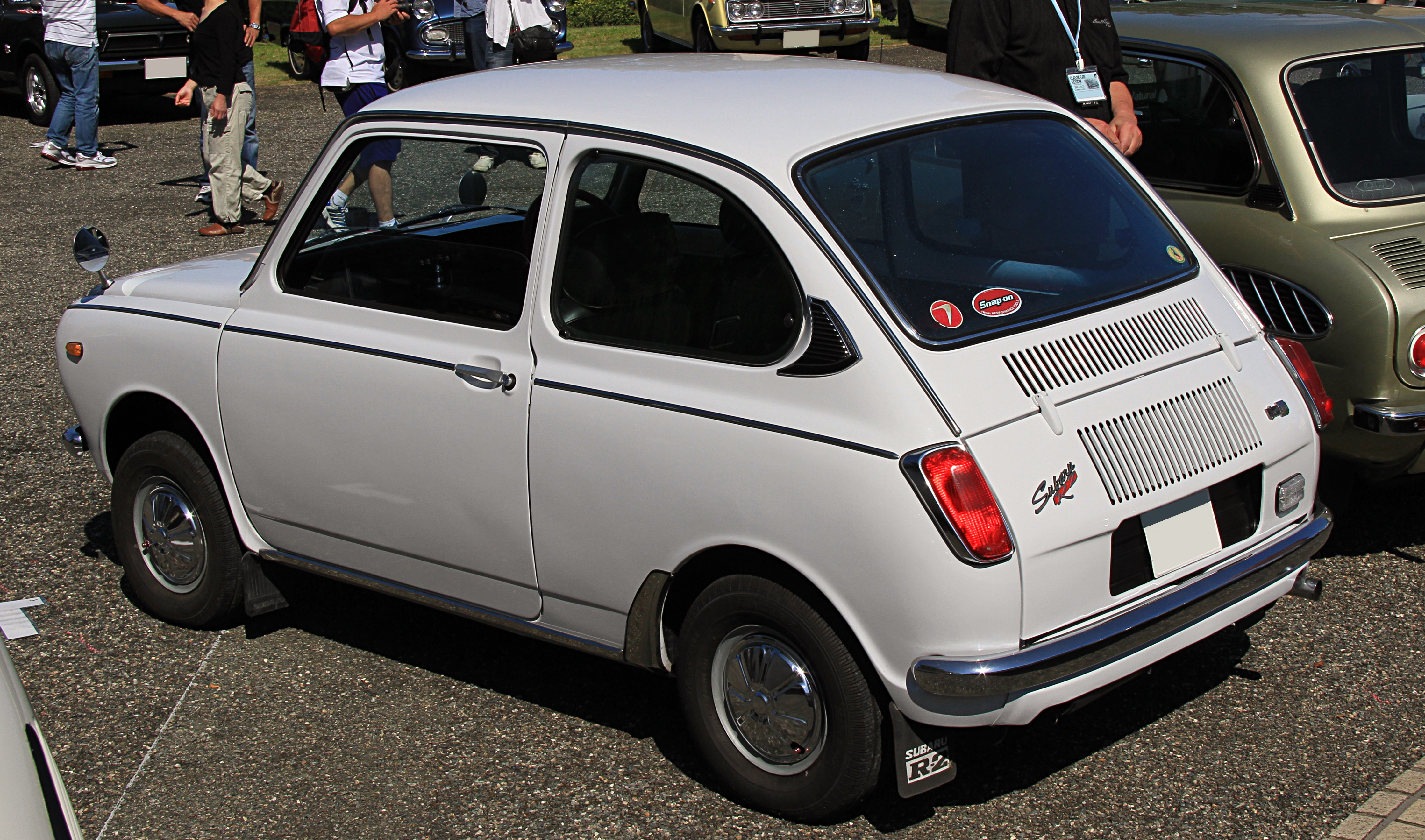
Subaru R-2 (1971), achterzijde
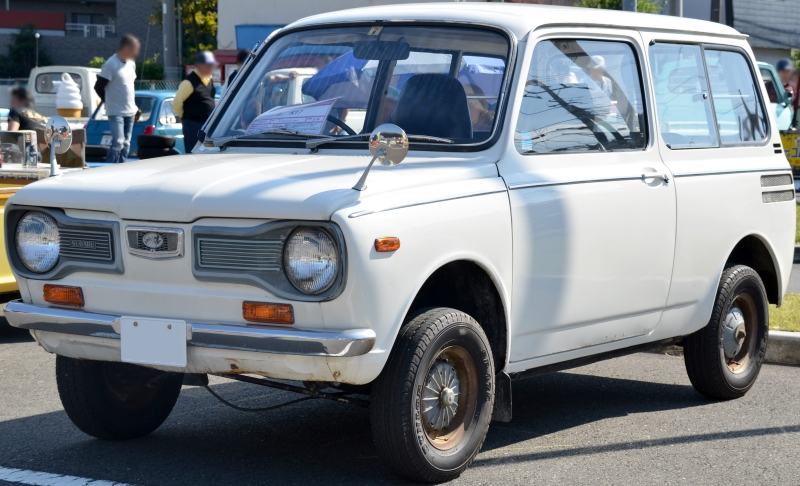
Subaru R-2 stationwagen
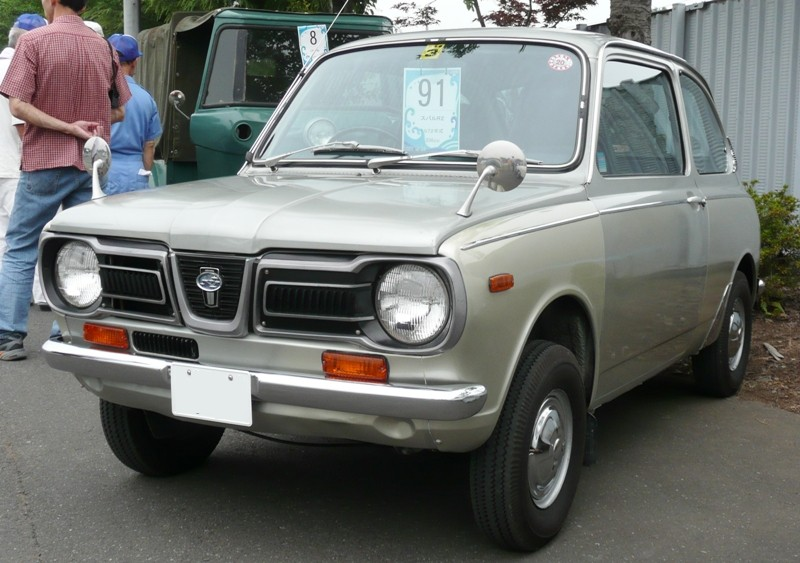
Subaru R-2 (1972) met waterkoeling.

In productie:
Impreza ·
WRX STi ·
XV · 
Forester ·
Levorg ·
Legacy ·
Outback ·
BRZ

Niet meer geproduceerd:
360 · 
Sambar · 
R-2 · 
Rex (Mini Jumbo) ·
Vivio ·
Exiga ·
Justy/G3X Justy ·
1000 ·
Traviq ·
Baja ·
E-wagon (Libero) · 
1500 ·
Leone · 
Trezia · 
XT · 
SVX ·
Tribeca

Conceptauto's:
Viziv ·
B5-TPH ·
Hybrid Tourer ·
B11S